# Hermann Bareth
Hermann Bareth (* 19. Mai 1887 in Weingarten; † nach 1943) war ein deutscher Verwaltungsjurist.

## Leben
Bareth studierte Rechtswissenschaften an der Eberhard Karls Universität Tübingen und schloss 1912 mit der ersten juristischen Staatsprüfung ab. Seit 1905 war er Mitglied der katholischen Studentenverbindung AV Guestfalia Tübingen. Nach der 2. höheren Justizdienstprüfung war er ab 1922 Amtmann beim Oberamt Besigheim. Anschließend war er von 1928 bis 1929 bei der Ministerialabteilung für Bezirks- und Körperschaftsverwaltung. Von 1928 bis 1934 war er Oberamtmann des Oberamts Neresheim. Bareth trat zum 1. Mai 1933 der NSDAP bei (Mitgliedsnummer 2.869.267). 1934 wurde er Landrat des Kreises Ehingen, bis er 1938 Landrat des Landkreises Vaihingen wurde. Im Herbst 1938 war er kurzzeitig zugleich Amtsverweser in Maulbronn. Seit März 1942 war Bareth krankheitshalber beurlaubt und trat am 31. März 1943 in den Ruhestand.